# ヒュルジェット (航空機)
ヒュルジェット
ヒュルジェットの実物大モックアップ
- 用途：練習機、軽攻撃機
- 製造者：トルコ航空宇宙産業
- 運用者： トルコ（トルコ空軍）予定
- 初飛行：2023年4月25日

ヒュルジェット（Hürjet）は、トルコ航空宇宙産業（TAI）が開発している単発ジェット練習機。プロトタイプの初飛行が2023年4月25日に行われた。

## 開発
2017年8月14日にトルコ空軍が運用するT-38練習機の後継高等練習機として、TAIにおいて開発計画がスタートし、2018年にイギリスで開催されたファーンボロー国際航空ショーでモックアップが初展示された。同年7月22日にはトルコ空軍とTAIが開発計画に関する協定締結を発表した。
TAIでは輸出も計画しており、簡易的な攻撃能力を持たせ、仮想敵機や対テロ・ゲリラ戦任務などへの使用も可能としている。
ヒュルジェットは、機体を中心とした独自の訓練システムの構築を可能とし、機能的かつ効果的な訓練を実施するとともに、効率を高めて全体経費を低減することも目指されている。このため、適用可能な最新技術を盛り込むとされ、訓練システムの開発にはアメリカ合衆国のシエラ・ネヴァダ・コーポレーション（SNC）が協力している。
2022年1月13日、トルコ防衛産業実行委員会はヒュルジェットの量産を決めたと発表した。

## 機体
機体構成は、主翼を肩翼に配置し、LEXを設けている。エアインテークはLEX下の胴体左右にあり、尾翼は単垂直尾翼と全遊動式水平尾翼の組み合わせとなっている。主翼端には空対空ミサイル用のハードポイントがあり、主翼下には片側3か所ずつのハードポイントが設けられ、対戦車ミサイルや空対地ミサイル、ロケット弾ポッドなどを搭載できる。
コックピットはタンデム複座で後席が一段高く配置され、一体型のキャノピーで覆われる。
飛行操縦装置はデジタル式フライ・バイ・ワイヤで、エンジンは85kN級単発ターボファンエンジンを搭載する計画となっており、2020年1月時点ではユーロジェット・ターボのEJ200とGE・アビエーションのF404-GE-102が候補に挙げられていた。

## 性能諸元
出典
- 全幅：9.8m
- 全長：13.4m
- 全高：4.2m
- 主翼面積：24.0m2
- ターボファン×1基
- エンジン推力：85kN級
- 最大速度：マッハ1.4
- 実用上昇限度：13,720m
- 兵装最大搭載量：3,000kg
- 乗員：2名